# Phyteumas purpurascens
Phyteumas purpurascens är en insektsart som först beskrevs av Karsch 1896.  Phyteumas purpurascens ingår i släktet Phyteumas och familjen Pyrgomorphidae.

## Underarter
Arten delas in i följande underarter:
- P. p. purpurascens
- P. p. rufovenosis